# Фатих паша джамия
Фатих паша джамия е една от двете запазени в района на Арта. Джамията е подигната по времето на султан Мехмед II и се намира в село Гребеница (водещо се за арванитско), досами Арта – на запад, и през река Арахтос.
Построена през втората половина на 15 век (1455 г.) от Фатих паша, първия османски завоевател на Арта. За строителни материали послужили онези от руините на старата византийска църква на Пресвета Богородица в древния Никополис и разни други древни сгради в Амбракия. 
Архитектурни елементи на портика са заимствани от византийската църква на Панагия Пантанаса от 13 век и времето на Михаил II Комнин.  Според археологически находки, джамията вероятно е издигната върху руините на византийска църква, посветена на Йоан Кръстител. 
В района на джамията е изграден и имарет (приют за бедни), където останалите без подслон и храна сиромаси могат да получат най-необходимото.  Имало е и медресе, кервансарай и парна баня. Районът около джамията бил използван като гробище за дълго време, което се установява от археологическите разкопки. 
Джамията е театър на битки през 1821 г. по време на т.нар. гръцка война за независимост. На 14 ноември 1821 г. в нея се укрепва Марко Бочар с 300 въоръжени сулиоти. Има и гърци водени от Георгиос Караискакис.
По време на първата гръцко-турска война, районът около джамията отново става бойно поле между гръцките сили под командването на полковник Трасивулос Манос и османските сили под командването на Ахмед Хивзи паша, участвал в битката при Горни Дъбник. 
През 1938 г. с кралски указ джамията е обявена за защитен исторически обект.  Сред архитектурните ѝ елементи се вижда и характерния среднобългарски корниз тип „вълчи зъб“.